# Bruguiera parviflora
Bruguiera parviflora (Roxb.) Wight & Arn. ex Griffith, 1836 è una pianta della famiglia Rhizophoraceae, diffusa nelle aree costiere tropicali di Asia e Oceania.

## Distribuzione e habitat
La specie è presente in Asia meridionale, nel sud-est asiatico (India, Bangladesh, Birmania, Thailandia, Vietnam, Cambogia, Cina meridionale, Indonesia, Malaysia, Brunei, Singapore e Filippine), e in Oceania (Australia settentrionale, Papua Nuova Guinea, isole Salomone e Vanuatu).
Tollera un alto grado di salinità dell'acqua e pertanto si ritrova nelle mangrovie e nelle foreste costiere.